# Heinäselkä
Heinäselkä med Tekojärvi (d.v.s ett vattenmagasin) är en sjö i kommunen Ilomants i landskapet Norra Karelen i Finland. Sjön ligger 143,2 meter över havet. Den är 16,1 meter djup. Arean är 5,72 kvadratkilometer och strandlinjen är 40,13 kilometer lång. Sjön  ingår i Vuoksens huvudavrinningsområde.   Den ligger omkring 48 kilometer nordöst om Joensuu och omkring 420 kilometer nordöst om Helsingfors. 
I sjön finns ön Varastosaari. 